# Ralph de Vautort
Ralph de Vautort (auch Ralph I de Vautort) († 1171 oder 1172) war ein englischer Adliger.
Ralph de Vautort entstammte der anglonormannischen Familie Vautort. Er war ein Sohn von Roger I de Vautort und dessen Frau Emma. Nach dem Tod seines Vaters um 1163 übernahm er die umfangreichen Besitzungen der Familie in Südwestengland, starb aber bereits wenige Jahre später. Sein Erbe wurde sein Sohn Roger II de Vautort.